# Salem (Indiana)
Salem es una ciudad ubicada en el condado de Washington en el estado estadounidense de Indiana. En el Censo de 2010 tenía una población de 6319 habitantes y una densidad poblacional de 607,21 personas por km².

## Geografía
Salem se encuentra ubicada en las coordenadas 38°36′17″N 86°5′50″O / 38.60472, -86.09722. Según la Oficina del Censo de los Estados Unidos, Salem tiene una superficie total de 10.41 km², de la cual 10.36 km² corresponden a tierra firme y (0.45%) 0.05 km² es agua.

## Demografía
Según el censo de 2010, había 6319 personas residiendo en Salem. La densidad de población era de 607,21 hab./km². De los 6319 habitantes, Salem estaba compuesto por el 97.48% blancos, el 0.44% eran afroamericanos, el 0.25% eran amerindios, el 0.55% eran asiáticos, el 0% eran isleños del Pacífico, el 0.32% eran de otras razas y el 0.95% pertenecían a dos o más razas. Del total de la población el 0.98% eran hispanos o latinos de cualquier raza.